# Friedrich Wilhelm Scanzoni von Lichtenfels

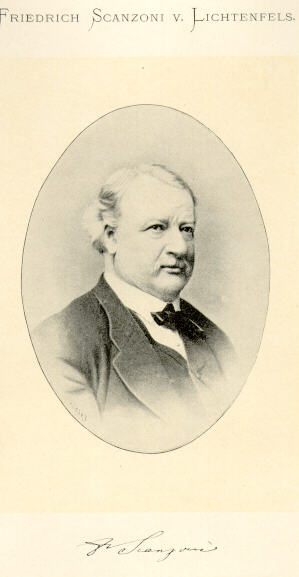
Friedrich Scanzoni von Lichtenfels

Friedrich Wilhelm Johann Ignaz Scanzoni, ab 1863 Scanzoni von Lichtenfels (* 21. Dezember 1821 in Prag; † 12. Juni 1891 auf Schloss Zinneberg bei Glonn, Oberbayern), war ein deutscher Gynäkologe und Geburtshelfer. Er wirkte vor allem als Lehrstuhlinhaber in Würzburg.

## Leben
Friedrich Wilhelm Scanzoni von Lichtenfels wurde im damals deutschsprachigen Prag geboren. Nach seinem 1838 begonnenen medizinischen Studium in seiner Vaterstadt, unter anderem bei Anton Johann Jungmann, wurde Scanzoni dort 1844 zum Doktor der Medizin und Chirurgie sowie zum Magister der Geburtshilfe promoviert und war danach Assistent in Prag, unter anderem von Franz Kiwisch von Rotterau, und Sekundärarzt bei Anton Johann Jungmann an der dortigen Entbindungsanstalt. Er erhielt, ausgebildet als Frauenarzt, 1848 als ordinierender Arzt die Leitung der Gynäkologischen des Allgemeinen Krankenhauses in Prag und war dort als Privatdozent für Gynäkologie tätig. Die beiden ersten Bände von seinem vielfach aufgelegten und zum Klassiker gewordenen Lehrbuch der Geburtshilfe veröffentlichte er 1849 und 1850.
Danach hatte er ab 1850, empfohlen von Kiwisch von Rotterau und befürwortet von Franz von Rinecker, knapp 40 Jahre lang als berufener Nachfolger von Kiwisch von Rotterau in den Räumen des Juliusspitals die Leitung der geburtshilflichen Klinik und den Lehrstuhl für Geburtshilfe an der Medizinischen Fakultät der Universität Würzburg inne. König Maximilian II. Joseph erhob ihn am 19. Juni 1863 mit Namensmehrung „von Lichtenfels“ in den erblichen bayerischen Adelsstand.
Ein 1805 von Adam Elias von Siebold gegründetes Gebärhaus zog geleitet von Scanzoni, der auch als Hebammenlehrer wirkte, 1857 von der Klinikstraße 6 (dem Welzhaus) in den benachbarten Neubau in der Klinikstraße 8 um und wurde zur sogenannten Kreisentbindungsanstalt bzw. Kreisgebäranstalt. Der Neubau war 1851 geplant worden, wurde 1855 bis 1857 errichtet und 1860 vollends fertiggestellt. Er befand sich in der Nähe der damals noch kleinen, ebenfalls am Juliusspital für den jungen Ordinarius Scanzoni 1855 eingerichteten Universitätsfrauenklinik mit sechs Betten, deren Patienten Scanzoni ab 1858 auch in der Kreisgebäranstalt behandeln durfte. Gegen den Widerstand des Oberpflegeamtes, letztlich aber vom Innenministerium genehmigt, bot er dort auch gynäkologisch-klinische Unterrichtsveranstaltungen an. Somit war er ab 1855 Chefarzt der Gynäkologischen Klinik und blieb dies bis zu seinem Tod im Jahr 1888. Dem Ruf Scanzonis folgend ließen viele ausländische Privatpatienten, darunter Mitglieder des russischen Hochadels an der von Scanzoni ausgebauten Geburtsklinik ihre Kinder entbinden (Dienerschaft und Angehörige nächtigten im Hotel „Russischer Hof“, wo Scanzoni eine Privatpraxis betrieb – in der Theaterstraße 1 in unmittelbarer Nähe des Juliusspitals). Er selbst war auch konsiliarisch am russischen Hof tätig, so 1847 zur Entbindung der russischen Zarin. Akademische Rufe nach Berlin, Wien (1854, wofür ihn die Studenten mit einem Fackelzug ehrten) und Baden-Baden lehnte er ab und er blieb in Würzburg. Mit Heinrich von Bamberger und August Förster gab er von 1860 bis 1866 die Würzburger medizinische Zeitung, einen Ableger der Verhandlungen der Würburger Physikalisch-Medizinischen Gesellschaft, heraus. Seit den 1860 litt Scanzoni an einer chronischen Kehlkopferkrankung. Nach dem Wintersemester 1887/1888 wurde er auf eigenen Wunsch aus gesundheitlichen Gründen emeritiert und verbrachte seinen Ruhestand auf Schloss Zinneberg in Oberbayern, wo er 1891 starb. Die kleine Gynäkologische Klinik im Juliusspital wurde danach nicht mehr im Personalstandsverzeichnis der Universität geführt. Max Hofmeier wurde sein Nachfolger.

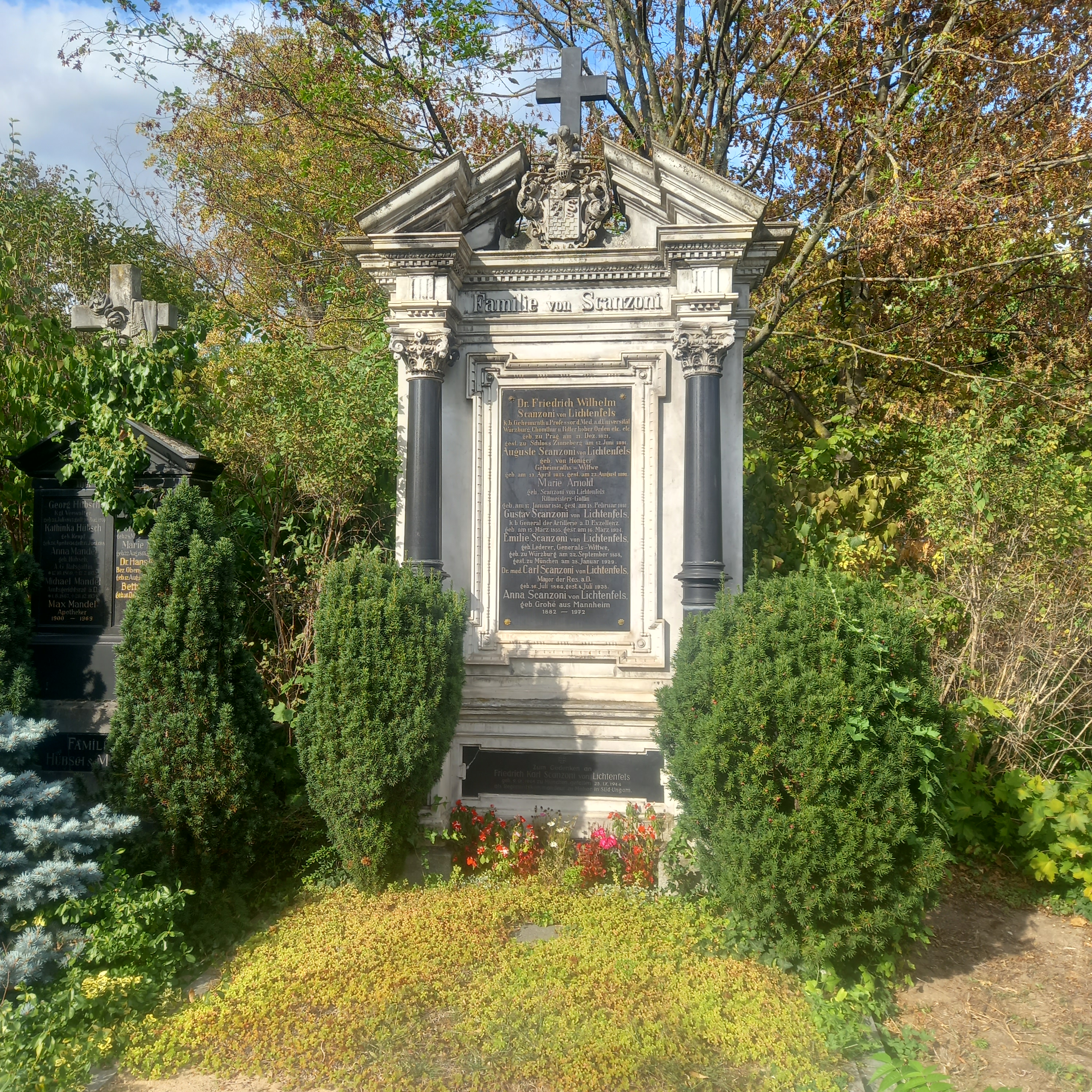
Das Grab von Friedrich Wilhelm Scanzoni von Lichtenfels und seiner Ehefrau Auguste geborene Höniger im Familiengrab auf dem Hauptfriedhof Würzburg

Nach langer Krankheit starb der Hofrat bzw. Geheimrat Scanzoni und wurde am 14. Juni 1891 zunächst in Zinneberg beerdigt, später wahrscheinlich jedoch exhumiert und in sein heutiges Grabmal nach Würzburg überführt, wo im August 1891 auch seine Ehefrau bestattet wurde.
Nach ihm benannt ist das Scanzoni-Manöver zur Korrektur der hinteren Hinterhauptslage mit Hilfe der von ihm entwickelten Scanzoni-Zange. Einer seiner Schüler in Würzburg war neben Otto von Franqué (1867–1937) in der Zeit von 1867 bis 1870 der spätere namhafte Gynäkologe in New York, Paul Fortunatus Munde (1846–1902), Sohn des Laienhydropathen Carl (Gottlieb) Munde (1805–1887). Zu Scanzonis Schülern und Assistenten gehörten auch Franz Riegel, der Lehrstuhlinhaber in Gießen wurde, und Wilhelm Nieberding (1850–1907), Scanzonis langjähriger Mitarbeiter, welcher ebenfalls Professor der Gynäkologe und Geburtshilfe in Würzburg wurde, sowie der Psychiater Ernst Bumm, der in der Münchner Medizinischen Wochenschrift über Scanzonis Abschiedsvorlesung im Wintersemester 1887/1888 berichtete.
Friedrich Wilhelm Scanzoni war zeitlebens ein Gegner der ab 1846 aufgestellten Hygiene-Thesen von Ignaz Semmelweis. Sein entschiedenes Angehen gegen diese und sein hohes Ansehen im damaligen Ärztestand verhinderten somit lange Zeit eine Umsetzung der Semmelweisschen Hygienevorschriften. Von Semmelweis wurde der konservative Scanzoni deshalb „medizinischer Nero“ genannt und mit der Bezeichnung als „Mörder“ bedroht.
Am 27. August 1850 heiratete Scanzoni in Budweis die 1826 in Schalkhausen bei Ansbach geborene Augusta von Höniger (gestorben am 23. August 1891), mit der er sieben Kinder hatte. Der spätere bayerische General der Artillerie Gustav Scanzoni von Lichtenfels (1855–1924) war (mit seinem Zwillingsbruder) der älteste seiner Söhne.

## Ehrungen
- 1852: Auszeichnung mit dem Verdienstorden vom Heiligen Michael
- 1855: Ernennung zum Hofrat
- 1857: Verleihung des Verdienstorden der Bayerischen Krone
- 1985: Verleihung des russischen Sankt Anna-Ordens
- um 1858: Verleihung der Ehrenbürgerwürde der Kurstadt Kissingen oder zumindest eines Ehrenbechers in Anerkennung seiner Verdienste
- 1858: Ernennung zum königlich bayerischen Geheimen Rat
- 21. Dezember 1858: Verleihung der Ehrenbürgerwürde der Stadt Würzburg
- 30. Mai 1862: Verleihung des Komturkreuzes II. Klasse des Verdienstordens Philipps des Großmütigen.[14]
- 1863: Verleihung des erblichen Adels durch den bayerischen König, nachdem Scanzoni einen Ruf nach Baden-Baden abgelehnt hat[15]
- Benennung der Scanzoni-Straße in der Würzburger Ziegelau

## Schriften (Auswahl)
- Lehrbuch der Geburtshilfe. Wien (1849–)1867.
- Über Kindbettfieber. In: Prager Vierteljahrschrift für die practische Heilkunde. 7, 1850, S. 25–33.
- Gedächtnisrede für Dr. Franz Kiwisch, Ritter von Rotterau. [1851]. In: Berichte der Physikalisch-Medizinischen Gesellschaft zu Würzburg. 1892, Nr. 3.
- Die geburtshilflichen Operationen. Wien 1852.
- Beiträge zur Geburtskunde und Gynäkologie. 7 Bände. Würzburg 1854–1873.